# Kamniško-savinjski odred
Kamniško-savinjski odred je bila slovenska partizanska enota med drugo svetovno vojno.
Kamniško-savinjski odred je bil ustanovljen 14. januara 1943 na pobudo štaba četrte operativne cone v zaselku Les pri Spodnji Dobravi v Občini Moravče. Štab odreda - komandant Alojz Kolman, politični komisar Mitja Ribičič - je v odred vključil Moravški bataljon, ki je dobil novo ime Zasavski bataljon, Kamniški bataljon in na novo ustanovljeni oziroma obnovljeni Savinjski bataljon. Vsak bataljon je imel okoli 100 borcev, ki so bili slabo oboroženi, njihovo bojno sposobnost pa je oviralo tudi veliko število mobilizirancev. V hudi zimi so poskušale nemške enote odred razbiti. Po hudem udarcu, ki so ga 19. januara prizadejale Kamniškemu bataljonu v spopadu pri Kališu, se je Zasavski bataljon za krajši čas umaknil v Ljubljansko pokrajino, Savinjski bataljon pa je imel začasno bazo na Menini planini. Kamniški in Zasavski bataljon sta vsak zase opravljala bojne akcije, mobilizirala nove borce in izvedla tudi nekaj večjih skupnih akcij: 16. januara v Dolu, 16. marca v Moravčah in 13. junija v Zgornjem Tuhinju. Uspešno sta se izmikala pogostin hajkam nemških enot, vendar so te kljub temu pozimi trikrat razbile Savinjski bataljon.
Maja 1943 je imel Kamniški bataljon 219, Zasavski 158, Savinjski pa 74 borcev; že prej pa so poslali več mobilizirancev na Dolenjsko in k 2. skupini enot na Pohorje in Koroško. Odred je bil po uspešnih akcija tudi dobro oborožen. Savinjski bataljon je sredi junija napadel Letuš, veliko skupno akcijo vseh treh bataljonov v Savinjski dolini pa je preprečil nemški napad na štab 4. operativne cone 15. junija na Dobrovljah. Poveljstvo odreda sta prevzela novi komandant Franc Poglajen in politični komisar Jože Berkopec. Odred je bil do sredine leta 1943 poglavitna enota 4. operativne cone in je pripravljal pogoje za ustanovitev prve partizanske brigade na Štajerskem. Ob ustanovitvi Šlandrove Brigade dne 6. avgusta 1943 so postali vsi trije odredovi bataljoni njeno jedro.  